# Nuno Brás da Silva Martins
Nuno Brás da Silva Martins (* 12. května 1963, Vimeiro) je portugalský římskokatolický kněz, biskup funchalský a místopředseda Komise biskupských konferencí Evropské unie (COMECE).

## Život
Po studiích v lisabonském semináři byl roku 1987 vysvěcen na kněze. V letech 1990–1993 studoval fundamentální teologii na římské Gregoriáně, kde v roce 1999 obhájil doktorát v tomto oboru. V letech 1999–2002 vyučoval na Portugalské katolické univerzitě, v letech 2002–2005 byl rektorem Papežské portugalské koleje v Římě. Roku 2011 byl jmenován pomocným biskupem lisabonského patriarchátu. V roce 2019 jej papež František jmenoval sídelním biskupem funchalským. Na plenárním zasedání COMECE byl zvolen dne 22. března 2023 místopředsedou COMECE.